# ウェルケラエの戦い
ウェルケッラエの戦い（ウェルケッラエのたたかい）は、キンブリ・テウトニ戦争中の紀元前101年にガッリア・キサルピーナに侵入したキンブリ族の軍勢とローマ軍の間で起こった戦い。この戦いとアクアエ・セクスティアエの戦いで歴史的勝利を得たガイウス・マリウスは民衆派の英雄となった。
テオドール・モムゼンによると、ハンニバルがかつてローマ軍と戦いを繰り広げた古戦場で両者は遭遇し、マリウスは決戦の場を見通しのよい平原を選んだ。地の利を得たローマ騎兵はキンブリ族の騎兵隊を圧倒し、マリウス軍はそのまま一方的にキンブリ人を打ち負かした。移動する部族は往々にして一族で行動を共にするため、敗北を知った一部のキンブリ族女性が子供と共に自害した。また生き残った者達はその殆どが奴隷として過酷な運命を辿る事になった。

## 経過
この戦いの前にアクアエ・セクスティアエの戦いでマリウスはテュートン族も一方的に撃破し、その存在を根絶やしにした。プルタルコスは、この戦いを以下のように描写している。
マリウスはカトゥルスと、またロダヌス川の軍も呼び戻してキンブリ族と対峙した。キンブリ族の側はテウトネス族らの敗北をまだ知らず、勝ち誇った態度で自分達と「その兄弟」に土地を渡す様にマリウスへ使者を送った。マリウスが「兄弟とは誰か」と尋ね、キンブリ族がテウトネス族の事だと答えるとマリウスは大笑いして以下の様に答えた。
テウトネス族が滅ぼされた事を知ったキンブリ王ボイオリクスは護衛兵のみを連れてマリウスの陣営地を訪れ、決戦場を定めようと提案した。決闘形式の合戦はローマの慣例に無かったが、マリウスは受けて立ち、パドゥス川（ポー川）上流にあるウェルケッラエという平原で3日後に相対する事となった。
マリウスはカトゥルスと敗走してきた2万300名の軍団兵に中央の防御を命じ、ロダヌス川から呼び戻した3万2000名の軍団兵をその両翼に配置する陣形を組んだ。大会戦では正面よりも両翼が重要な役割を担うと考えられた為、カトゥルスやその幕僚だったスッラは汚名返上の機会をマリウスが与えてくれなかったと不満を抱いた。しかし砂埃によって視界を失った両翼の軍勢がキンブリ軍を大きく回り込み過ぎた為、結果的には中央が戦列を支える形での乱戦となった。厳寒には強くとも暑さには慣れていないキンブリ族は地中海沿岸部に降り注ぐ夏の日差しに体力を奪われ、装備や練度で上回る軍団兵の粘り強い戦いを前に徐々に押されていった。
長い戦いの末にボイオリクス王が戦場で討ち取られるとキンブリ軍は総崩れとなり、ローマ軍の追撃によって壊滅した。戦場に同伴していた女性達は敗北を知ると次々と我が子を絞め殺した上で自らの首も掻き切り、その凄惨な最期は長らくローマ人に記憶された。2度に亘る戦勝でキンブリ族・テウトネス族・アンブロネス族は歴史上から存在を消し、他に続くと思われていた勢力はローマに恐れをなして故郷へと逃げ帰り、共和国を揺るがした危機は遂に解決された。
ローマに戻ったマリウスが軍団兵を率いて凱旋式を執り行い、ローマ人を恐れさせたテウトボドをフォロ・ロマーノで絞首刑にすると、その権威は頂点に達した。民衆はマリウスをロムルス、カミルスに次ぐ「第三の建国者」と呼び、歴史的な勝利を讃える戦勝像や記念碑が建てられ、神々と並んでマリウスに供物を捧げたという。

## 結果

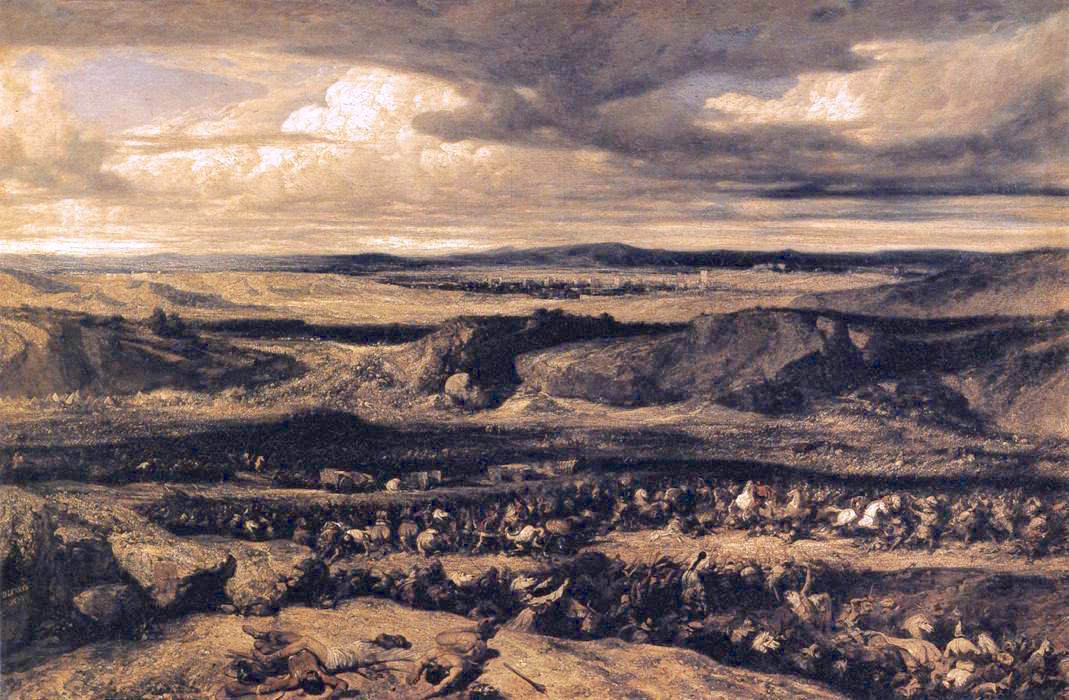
ローマ軍に滅ぼされたキンブリ族。
フランスの画家アレクサンドル＝ガブリエル・ドゥカンによる『キンブリ族の敗北』（«La défaite des Cimbres» par Alexandre-Gabriel Decamps ）

政争の激化や経済的混乱によって対外戦争で敗北を続けていたローマ共和国は一応の安定を得る事になり、マリウスは救国の英雄として尊敬を集めた。しかし勝利の要因となったマリウスの軍制改革は同盟市民とローマ市民の待遇差を巡る政争に火を付ける結果ともなり、いわゆる同盟市戦争への切っ掛けとなった。

## その他
戦いが行われた地域に関しては考古学の分野で議論が続けられている。